# Làm bạn với cô nàng dễ thương nhì lớp
Làm bạn với cô nàng dễ thương nhì lớp (クラスで2番目に可愛い女の子と友だちになった Kurasu de Ni-ban Me ni Kawaii Onna no Ko to Tomodachi ni Natta), tên ngắn gọn là Kuranika (クラにか), là một bộ light novel hài kịch lãng mạng do Takata viết, minh họa bởi Tom Osabe cho volume đầu tiên và Azuri Hyūga từ volume thứ hai trở đi. Bộ truyện bắt đầu xuất bản trực tuyến trên trang web xuất bản tiểu thuyết trực tuyến Kakuyomu của Kadokawa kể từ tháng 11 năm 2020. Tháng 12 năm 2021, nhà xuất bản Kadokawa Shoten phát hành bộ truyện dưới ấn hiệu Kadokawa Sneaker Bunko. Từ tháng 7 năm 2022, bản chuyển thể manga do Rin Ono vẽ minh họa đăng trực tuyến dài kỳ trên trang web Comic Alive+ của nhà xuất bản Media Factory. Bản chuyển thể anime do Connect sản xuất, lên lịch phát sóng trong năm 2026.
Takata tham gia trang web xuất bản tiểu thuyết trực tuyến Kakuyomu của Kadokawa Corporation vào tháng 2 năm 2016. Ông chọn akuyomu thay vì trang web khác nổi tiếng là Shōsetsuka ni Narō do ông muốn bắt đầu ở nơi nào đó ít người hơn như Kakuyomu (tháng 2 năm 2016 cũng là lúc Kakuyomu mới đi vào hoạt động). Ông đã viết vài bộ tiểu thuyết, trong đó, tác phẩm Toshiue Elite Onna Kishi ga Boku no Mae de dake Kawaii (年上エリート女騎士が僕の前でだけ可愛い) đoạt giải thưởng lớn nhất trong cuộc thi tiểu thuyết trực tuyến Kakuyomu lần thứ tư ở hạng mục hài kịch lãng mạng, sau đó được nhà xuất bản Kadokawa Shoten chọn mua lại và xuất bản dưới ấn hiệu Kadokawa Sneaker Bunko; tác phẩm Làm bạn với cô nàng dễ thương nhì lớp đoạt giải đặc biệt trong cuộc thi tiểu thuyết trực tuyến Kakuyomu lần thứ sáu cũng ở hạng mục hài kịch lãng mạng.

## Tóm tắt
Một câu chuyện học đường hài hước lãng mạng xoay quanh Maehara Maki và Asanagi Umi, hai con người tưởng chừng hai thế giới khác nhau nhưng lại hòa hợp đến không ngờ. Gặp mặt lần đầu trong buổi học đầu tiên của năm học cấp 3, Umi phát hiện Maki có cùng sở thích với mình nên sau buổi học cô đã chủ động đến làm quen tại một cửa hàng. Kể từ đó họ bắt đầu dành thời gian đi chơi bí mật với nhau mỗi thứ sáu hàng tuần sau giờ học, cùng chia sẻ sở thích xem phim hạng B, cùng đọc truyện, chơi game, trò chuyện và ăn vặt. Họ chia sẻ với nhau nhiều chuyện từ riêng tư đến chung, hai tâm hồn đồng điệu và dần dần phát triển tình cảm với nhau.

## Nhân vật
Maehara Maki (前原真樹)
Lồng tiếng bởi: Haruki Ishiya (PV, anime)
Nhân vật nam chính, hiện là học sinh năm nhất trung học phổ thông. Sau khi cha mẹ ly hôn vào mùa đông năm cuối cấp hai, cậu cùng mẹ chuyển đến một thị trấn xa lạ, nơi đặt ngôi trường cấp ba hiện tại. Do mới chuyển đến, Maki không có bạn bè hay người quen nào xung quanh. Những ngày đầu cậu thường ở nhà, dành thời gian cho việc chơi game, xem những bộ phim hạng B và đọc truyện để tiêu khiển. Mọi thứ bắt đầu thay đổi khi cậu kết bạn với Umi. Dù rất trân trọng mối quan hệ ấy, Maki vẫn lo sợ nếu chuyện này bị người khác biết sẽ tạo gánh nặng cho Umi nên đã đề nghị cô giữ bí mật về tình bạn giữa hai người.
Asanagi Umi (朝凪海)
Lồng tiếng bởi: Manaka Iwami (PV, anime)
Nữ chính của tác phẩm, là học sinh năm nhất trung học phổ thông, bạn cùng lớp với Yuu và Maki. Cô học giỏi, xinh xắn và được bạn bè bầu chọn là người dễ thương thứ hai trong lớp. Umi và Yuu là bạn thân từ thời cấp hai. Khi lên cấp ba Umi kết bạn với Maki và cũng là người bạn đầu tiên của Maki tại ngôi trường mới. Umi thường hay đi chơi cùng Yuu và nhóm bạn, nhưng kể từ khi kết bạn với Maki, cô âm thầm dành riêng mỗi buổi thứ sáu để gặp cậu và giấu kín chuyện này với cả cô bạn thân Yuu
Amami Yuu (天海夕 Amami Yū)
Lồng tiếng bởi: Sayumi Suzushiro (PV, anime)
Học sinh năm nhất trung học phổ thông và là bạn thân của Umi từ thời cấp hai. Với vẻ ngoài đáng yêu, tính cách cởi mở và thân thiện, cô được bạn bè bầu chọn là người dễ thương nhất lớp. Yuu là người tốt bụng, dễ gần và luôn chủ động quan tâm, để ý đến cảm xúc của Umi.
Nitta Nina (新田新奈 Nitta Nīna)
Lồng tiếng bởi: Ikumi Hasegawa (anime)
Bạn nữ cùng lớp, hay đi chơi cùng nhóm Yuu và Umi.

## Chuyển thể

### Light novel
Bộ light novel do Takata viết, bắt đầu đăng dài kỳ trên trang web xuất bản tiểu thuyết trực tuyến Kakuyomu của Kadokawa Corporation từ ngày 30 tháng 11 năm 2020. Kadokawa Shoten mua lại tác phẩm và xuất bản dưới ấn hiệu Kadokawa Sneaker Bunko từ ngày 24 tháng 12 năm 2021, hình minh họa do Tom Osabe vẽ cho volume đầu tiên và Azuri Hyūga từ volume thứ hai trở đi. Tính đến ngày 1 tháng 5 năm 2025, họ xuất bản đến volume 7 và một tập ngoại truyện.
Bản tiếng Việt của nó có tên Làm bạn với cô nàng dễ thương nhì lớp do Nhà xuất bản Kim Đồng mua bản quyền xuất bản, volume đầu tiên và cũng là mới nhất phát hành ngày 14 tháng 3 năm 2025.
| #   | Phát hành tiếng Nhật | Phát hành tiếng Nhật | Phát hành tiếng Việt | Phát hành tiếng Việt |
| #   | Ngày phát hành       | ISBN                 | Ngày phát hành       | ISBN                 |
| --- | -------------------- | -------------------- | -------------------- | -------------------- |
| 1   | 24 tháng 12 năm 2021 | 978-4-04-112034-7    | 14 tháng 3 năm 2025  | 978-604-2-24236-3    |
| 2   | 29 tháng 7 năm 2022  | 978-4-04-112035-4    |                      |                      |
| 3   | 28 tháng 12 năm 2022 | 978-4-04-113287-6    |                      |                      |
| 4   | 1 tháng 6 năm 2023   | 978-4-04-113731-4    |                      |                      |
| 5   | 1 tháng 11 năm 2023  | 978-4-04-113732-1    |                      |                      |
| 6   | 1 tháng 5 năm 2024   | 978-4-04-114918-8    |                      |                      |
| 7   | 1 tháng 10 năm 2024  | 978-4-04-115434-2    |                      |                      |
| 7.5 | 1 tháng 5 năm 2025   | 978-4-04-116154-8    |                      |                      |

### Manga
Bản chuyển thể manga do Rin Ono vẽ minh họa đăng dài kỳ từ ngày 27 tháng 7 năm 2022, trên trang web trực tuyến của tạp chí tháng Comic Alive+ thuộc nhà xuất bản Media Factory. Họ xuất bản tổng cộng 5 tập tankōbon tính đến ngày 28 tháng 11 năm 2024.
Phiên bản tiếng Anh do Yen Press mua bản quyền xuất bản tại Bắc Mỹ.
| # | Phát hành tiếng Nhật | Phát hành tiếng Nhật |
| # | Ngày phát hành       | ISBN                 |
| - | -------------------- | -------------------- |
| 1 | 1 tháng 3 năm 2023   | 978-4-04-112034-7    |
| 2 | 26 tháng 5 năm 2023  | 978-4-04-811220-8    |
| 3 | 27 tháng 10 2023     | 978-4-04-811245-1    |
| 4 | 28 tháng 5 năm 2024  | 978-4-04-811289-5    |
| 5 | 28 tháng 11 năm 2024 | 978-4-04-811378-6    |
| 6 | 27 tháng 6 năm 2025  | 978-4-04-811512-4    |

### Anime
Bản chuyển thể anime được thông báo trong một stream lễ kỷ niệm lần thứ 35 của Sneaker Bunko vào ngày 24 tháng 9 năm 2023. Bộ phim do xưởng Connect sản xuất, Tachibana Hideki phụ trách vai trò đạo diễn, Ōchi Keiichirō chấp bút phần kịch bản, và Takimoto Shoko thiết kế nhân vật. Phim dự kiến lên sóng vào năm 2026.

## Giải thưởng
Tác phẩm đứng thứ 21 ở hạng mục bunkobon trong ấn bản năm 2024 của sách hướng dẫn light novel thường niên của Takarajimasha mang tên Kono Light Novel ga Sugoi!. Trong hai giải Next Light Novel do Kimirano tổ chức, bộ light novel lần lượt đứng thứ bảy năm 2022 và đứng thứ nhất ở hạng mục bunkobon năm 2023.